# Bounce (Golf)
Bounce ist beim Golfschläger der Winkel in Grad zwischen der in Spielrichtung vorderen Kante des Schlägerkopfes und der Stelle, an der die Sohle in der Ansprechposition den Boden berührt. Übliche Werte liegen zwischen 2° (langes Eisen) und 12° (Sand Wedge). Andere Winkel am Schlägerkopf sind der Loft, der Lie und der Offset.
Jeder Golfschläger kann einen Bounce haben, spieltechnische Relevanz hat er jedoch nur bei Eisen und Wedges. Denn nur dort ist das Ziel ein Ball-Boden-Kontakt, d. h. der Schlägerkopf trifft zuerst auf den Ball, befördert diesen in die Luft und dringt dann in den Boden ein.
Bei historischen Schlägerköpfen fallen der vorderste und der unterste Punkt des Schlägerkopfes zusammen, so dass sich ein Bounce von 0° ergibt, was im Sprachgebrauch auch als kein Bounce bezeichnet wird. Die führende Kante schneidet dann aufgrund ihrer Keilform ungehindert in den Boden, was bei einem sauberen Ball-Boden-Kontakt kein Problem ist, da ja der Ball zuerst getroffen wird. Ein Nebeneffekt ist außerdem die aufgrund der scharfen Kante maximale Rotation (Spin) des Balles, die bei Schlägen ins Grün oft gewünscht wird.
Nachteilig wirkt sich der fehlende Bounce jedoch bei einem ungenauen Schlag im Sinne eines Boden-Ball-Kontakts aus. Die führende Kante schneidet sofort in den Boden und die meiste Energie verpufft dort, so dass der Ball nur noch einen Bruchteil der eigentlichen Strecke fliegt. Der Bounce bewirkt bei einem solchen Treffmoment, dass die unterste Stelle der Sohle vor der scharfen Führungskante auf den Boden auftrifft und dort aufgrund ihrer Wulstform entlang in Richtung Ball gleitet. Der Schläger dringt erst später in den Boden ein und der Ballflug wird trotz des schlechten Treffers nur wenig kürzer ausfallen.
Problematisch ist der Bounce auf hartem Untergrund, weil die Sohle dann nicht mehr am Boden entlang gleitet, sondern abprallt. Mithin wird die führende Kante den Ball zu hoch, oft oberhalb des Äquators, treffen. Das Resultat ist ein extrem flacher und unkontrollierbarer Ballflug. Aus diesem Grund wird auf vielen Links-Plätzen mit wenig Bounce gespielt, wohingegen der Golfer auf den ansonsten üblichen, eher weichen Fairways von einem hohen Bounce profitiert. Den höchsten Bounce hat in der Regel das Sand Wedge, da der Bunkersand spieltechnisch ein besonders weicher Untergrund ist.